# Kokoda Front Line!
Kokoda Front Line! è un documentario cortometraggio del 1942 diretto da Ken G. Hall vincitore del premio Oscar al miglior documentario.